# Соболе (Вармінсько-Мазурське воєводство)
Соболе (пол. Sobole, нім. Richtenberg, until 1938 Sobollen) — село в Польщі, у гміні Велички Олецького повіту Вармінсько-Мазурського воєводства.
Населення — 158 осіб (2011).
У 1975-1998 роках село належало до Сувальського воєводства.

## Демографія
Демографічна структура станом на 31 березня 2011 року:
|          | Загалом | Допрацездатний вік | Працездатний вік | Постпрацездатний вік |
| -------- | ------- | ------------------ | ---------------- | -------------------- |
| Чоловіки | 80      | 15                 | 55               | 10                   |
| Жінки    | 78      | 15                 | 47               | 16                   |
| Разом    | 158     | 30                 | 102              | 26                   |